# سبيرولينا (مكمل غذائي)

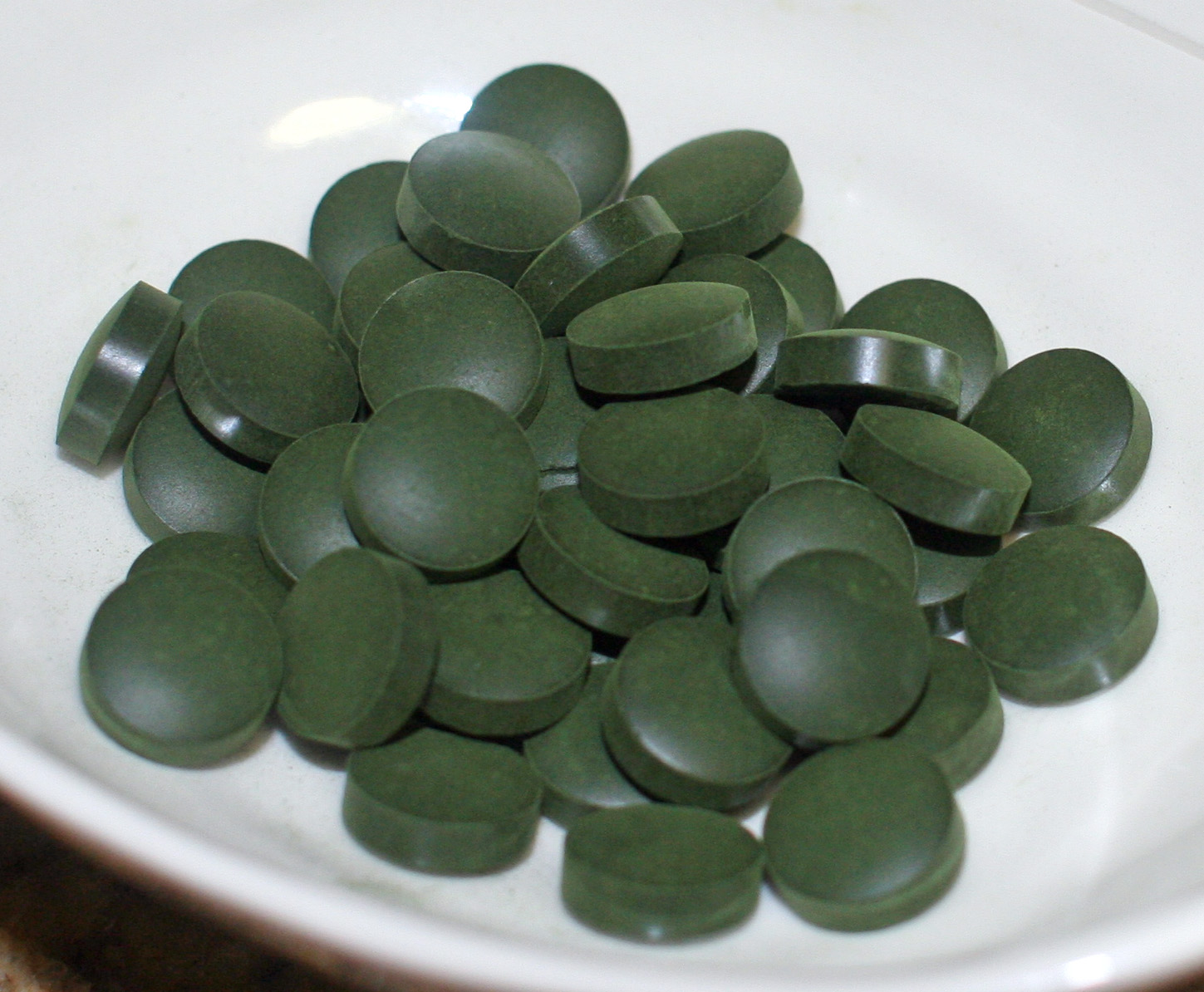
أقراص سبيرولنا

السبيرولينا (بالإنجليزية: Spirulina)‏ هي كتلة حيوية مستخرجة من البكتيريا الزرقاء، والتي يُمكن للبشر والحيوانات استهلاكها. وتستخرج هذه المكملات بشكل خاص من الأرثروسبيرا والأرثروسبيرا مكسيما. لا يتوقف استخدامه عند المكمل الغذائي بل من الممكن أن يكون غذاء كامل. ويستعمل بشكل فعال كمكمل غذائي في زراعة الأحياء المائية وأحواض الأسماك والدواجن. السبيرولنا اكتشف حديثاً من طرف علماء فرنسيين في المكسيك. وتحتوي على نسبة عالية من البروتينات لذا تستعمل لعلاج سوء التغذية.
من المهم معرفة أن السبيرولينا تحتوي على مركب فينيل ألانين phenylalanine والذي ينبغي للمصابين بمرض phenylketonuria تجنبه حيث يتسبب لهم بتلف في الدماغ، وإذا زرعت بطريقة غير صحيحة فيمكن أن تحتوي على مواد سامة تسمى microcystins، التي تتراكم في الكبد ويمكن أن تتسبب بالإصابة بالسرطان، أو أمراض الكبد الأخرى.

## مخاطر السبيرولينا
يعتبر الأطباء أن سبيرولينا آمنة بشكل عام، خاصة في ضوء تاريخها الطويل كغذاء، لكن سبيرولينا قد تصبح ملوثة بالمعادن السامة والبكتيريا الضارة والميكروسايستات (وهي السموم المنتجة من بعض الطحالب) إذا نمت في ظروف غير آمنة، وهذه السبيرولينا الملوثة يمكن أن تسبب تلف الكبد والغثيان والقيء والعطش والضعف وسرعة ضربات القلب والصدمة وحتى الموت، وقد تكون السبيرولينا الملوثة خطرة بشكل خاص على الأطفال، وتوصي NIH البحث في مصدر هذه المكملات الغذائية لضمان أنها تزرع في ظروف آمنة وأنه تم اختبارها من السموم.
كما يجب على الأشخاص الذين يعانون من أمراض المناعة الذاتية تجنب السبيرولينا وفقا للمعهد الوطني للصحة، فبما أن سبيرولينا تعزز الجهاز المناعي، فإن مكملات سبيرولينا قد تزيد من أعراض التصلب المتعدد (MS)، الذئبة الحمامية الجهازية (SLE)، والتهاب المفاصل الروماتويدي، وغيرها من الحالات المرتبطة بأنظمة المناعة المفرطة، ولنفس السبب قد تضعف سبيرولينا من تأثير أدوية المناعة، والتي غالبا ما توصف لعلاج أمراض المناعة الذاتية ومنع الجسم من رفض زرع الأعضاء، وسبيرولينا قد تتداخل أيضا مع الأدوية التي تبطئ تخثر الدم، بما في ذلك مخففات الدم مثل الوارفارين وكذلك الأدوية المضادة للالتهابات غير الستيرويدية (NSAIDS).
كما أن الجمع بين سبيرولينا مع المكملات العشبية التي تبطئ تخثر الدم قد يزيد من خطر حدوث النزيف، وفقاً للمعاهد الوطنية للصحة، ويجب على النساء الحوامل أو الأمهات اللواتي يقمن بالرضاعة الطبيعية استشارة الطبيب قبل تناول سبيرولينا، لأن هناك نقص في دراسات السلامة في هذه المجموعة من الأشخاص، ويجب على الناس الذين لديهم حالة وراثية phenylketonuria أيضا تجنب سبيرولينا، لأنها قد تؤدي إلى تفاقم حالتهم وفقا للمعهد الوطني للصحة، ونظرا لعدم وجود دراسات كافية لإنشاء نطاق جرعة آمن من سبيرولينا، فمن الأفضل استشارة الطبيب واتباع التعليمات على جميع المكملات لتجنب الجرعات غير الآمنة.